# Telephanus dromioides
Telephanus dromioides is een keversoort uit de familie spitshalskevers (Silvanidae). De wetenschappelijke naam van de soort werd in 1899 gepubliceerd door David Sharp.